# Шапел Готје (Сена и Марна)
Шапел Готје (фр. Chapelle-Gauthier) је насељено место у Француској у региону Париски регион, у департману Сена и Марна.
По подацима из 2011. године у општини је живело 1491 становника, а густина насељености је износила 85,89 становника/km².

## Демографија
| 1962. | 1968. | 1975. | 1982. | 1990. | 2011. |
| ----- | ----- | ----- | ----- | ----- | ----- |
| 482   | 516   | 543   | 569   | 927   | 1.491 |